# Accidente aéreo de Villa Castelli
El accidente aéreo de Villa Castelli fue el choque entre dos helicópteros en el Valle de Yeso, perteneciente a la localidad de Villa Castelli, a unos 300 km de la capital de la Provincia de La Rioja, Argentina, el 9 de marzo de 2015.
Los fallecidos fueron ocho ciudadanos franceses y dos ciudadanos argentinos, que eran los pilotos de las aeronaves. Los aparatos se encontraban prestando servicio de logística para el programa Dropped ('Superviviente' en la traducción española) del canal francés TF1.

## Hechos
El 9 de marzo de 2015 chocaron en el aire dos helicópteros sobre el Valle de Yeso, perteneciente a la localidad de Villa Castelli, a unos 300 km de la capital de la Provincia de La Rioja, Argentina. Como consecuencia del mismo murieron diez personas, de las cuales ocho eran francesas; las dos restantes fueron los pilotos de ambas aeronaves, de nacionalidad argentina. Los aparatos eran operados bajo la dirección de las gobernaciones de las provincias de La Rioja y Santiago del Estero, y se encontraban prestando servicio de logística para el programa Dropped ('Superviviente' en la traducción española) del canal francés TF1.
Dropped es un reality que reúne a destacados deportistas y los pone a prueba; entre los 8 ciudadanos fallecidos se encontraban equipo de producción y algunas figuras destacadas a nivel mundial como la medallista olímpica de natación Camille Muffat, la navegadora Florence Arthaud y el medallista olímpico de boxeo Alexis Vastine.

## Investigación
El accidente fue investigado por la Junta de Investigación de Accidentes de Aviación Civil (JIAAC). El informe final estableció que la causa inmediata del accidente fueron las «deficiencias en la planificación de la operación… incluyendo la falta de previsión en la utilización del concepto “ver y ser visto” o de una maniobra evasiva en caso de perder contacto visual entre ambas aeronaves». Concurrieron a generar el accidente la «ausencia de procedimientos formales acordes a la naturaleza de las operaciones realizadas» y la «ambigüedad normativa con relación a las operaciones aéreas de aeronaves públicas».